# Casimir Ier de Cujavie
Pour les articles homonymes, voir Casimir Ier.
Casimir Ier de Cujavie (en polonais : Kazimierz I kujawski), de la dynastie Piast, est né vers 1211 et mort le 14 décembre 1267. Il est le second fils de Conrad Ier de Mazovie et d’Agafia de Rus.

Il fut duc de Cujavie (1233-1267), duc de Ląd (1239-1261), duc de Wyszogród (à partir de 1242), duc de Sieradz (1247-1261), duc de Łęczyca (1247-1267) et duc de Dobrzyń (1248-1267).

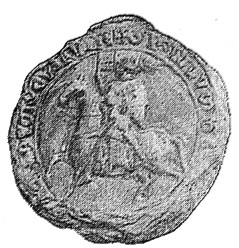
Sceau de Casimir Ier de Cujavie.

## Duc de Cujavie
Il obtient le duché de Cujavie en 1233, du vivant de son père. À l’occasion de son mariage avec Constance en 1239, il reçoit en dot Ląd,. Dans les années qui suivent ce mariage, il s’efforce de soutenir la politique de son père qui vise le trône de Cracovie. Pour le remercier, son père lui offre Wyszogród en 1242.

## Une lutte fratricide
Son père Conrad décède le 31 août 1247. Par son testament, il offre les duchés de Sieradz et de Łęczyca à son plus jeune fils Siemovit, son fils aîné Boleslas recevant la Mazovie. Ce testament ne satisfait pas Casimir qui déclare la guerre à ses deux frères. Il chasse son frère Siemowit de Sieradz et Łęczyca.
La situation géopolitique dans la région change brutalement au printemps 1248, à la suite du décès inopiné de Boleslas Ier de Mazovie. Celui-ci laisse toutes ses possessions à son plus jeune frère Siemovit. Profitant de la confusion qui suit la mort de Boleslas, Casimir s’empare encore de la place-forte de Dobrzyń nad Wisłą.

## Plan de paix et opposition aux Teutoniques
À partir de 1250, Casimir essaie d’établir des relations pacifiques avec les Sudoviens qui ravagent régulièrement son territoire. Malheureusement son plan de paix est contrecarré par les Teutoniques, invités dans la région par son père en 1226. Pourtant, son initiative plaît au pape. En 1254, le légat pontifical jette l’anathème sur les Teutoniques qui s’efforcent de saboter les négociations de paix avec les Sudoviens. Finalement, ces négociations n’aboutissent pas, Casimir étant appelé sur d’autres zones frontalières. Dans le souci de sécuriser la frontière septentrionale de son territoire, il fait appel aux Templiers qui s’installent à Łuków. Ce n’est qu’en 1263 qu’il normalise ses relations avec les Teutoniques. 

## La guerre (1258-1261)
Pendant ce temps, un orage s’abat sur la Cujavie. En 1258, le duc de Grande-Pologne Boleslas le Pieux, allié au duc Warcisław de Poméranie occidentale, lance une offensive contre Casimir, revendiquant la restitution de Ląd, qui lui aurait été donnée illégalement par Henri II le Pieux. Cette attaque se solde par un échec mais Boleslas le Pieux ne renonce pas. L’année suivante, il réussit à faire entrer de grands ducs dans sa coalition contre la Cujavie (le duc de Cracovie Boleslas V le Pudique, Siemovit Ier de Mazovie et Daniel de Galicie). Casimir est obligé de demander l’arrêt des hostilités le 29 novembre 1259 contre la promesse de rendre Ląd à la Grande Pologne. Les négociations de paix sont difficiles et obligent la coalition à lancer une nouvelle attaque contre la Cujavie en 1261. Profitant de l’affaiblissement de son père et de la situation politique confuse, Lech II le Noir, le fils aîné de Casimir, lui réclame son héritage. Finalement, en 1261, Casimir perd non seulement Ląd, mais aussi le duché de Sieradz qu’il partage entre ses fils.
Casimir Ier de Cujavie est décédé le 14 décembre 1267. Il a été inhumé dans la cathédrale de Włocławek. 

## Mariages et descendance
Casimir se marie trois fois. Sa première épouse se nomme Hedwige et elle est sans doute la fille de Ladislas Odonic. Ce premier mariage ne lui donne pas de descendance. 
Sa seconde épouse, Constance de Wrocław (en), est la fille d’Henri II le Pieux. De ce mariage naissent trois enfants : 
- Lech II le Noir ;
- Siemomysl d’Inowrocław ;
- Adélaïde.

Sa troisième épouse s’appelle Euphrosyne d’Opole. Elle lui donne quatre enfants :
- Ladislas Ier le Bref ;
- Casimir II de Łęczyca ;
- Siemovit de Dobrzyń ;
- Euphémie de Cujavie (en).